# طیف‌شناسی

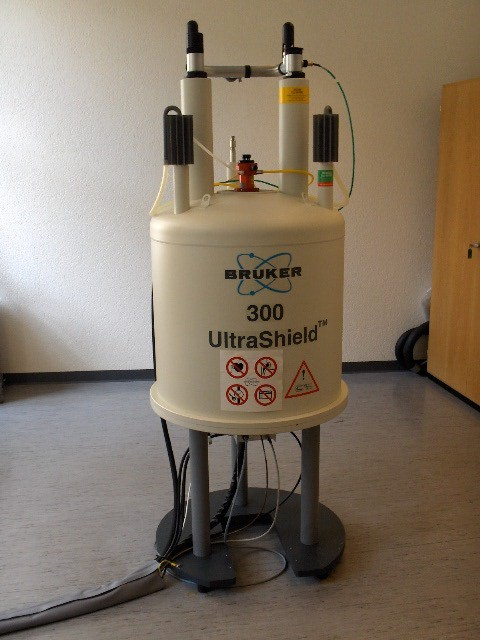
یک دستگاه طیف‌سنج که در تشدید مغناطش هسته‌ای کاربرد دارد.

طیف‌شناسی یا طیف‌نمایی (به انگلیسی: Spectroscopy) که بیناب‌نمایی نیز نامیده می‌شود، به عنوان مطالعه برهمکنش بین نور و ماده نیز تعریف می‌شود. از لحاظ تاریخی طیف‌سنجی به شاخه‌ای از علم برمی‌گردد که نور مرئی برای مطالعات نظری در ساختار ماده و آنالیزهای کیفی و کمی استفاده می‌شد. اگرچه اخیراً به عنوان یک فنّ جدید نه فقط برای نور مرئی بلکه بسیاری از اشکال تابش‌های الکترومغناطیسی و ناالکترومغناطیسی مانند ریزموج‌ها، موج‌های رادیویی، پرتو ایکس، الکترون‌ها، فوتون‌ها (امواج صوتی) و غیره به کار برده می‌شود. از انواع روش‌های مهم و پرکاربرد در شیمی تجزیه می‌توان به روش‌های طیف‌سنجی جرمی، فروسرخ، فرابنفش و رزونانس مغناطیسی هسته اشاره کرد.

## طیف‌سنجی

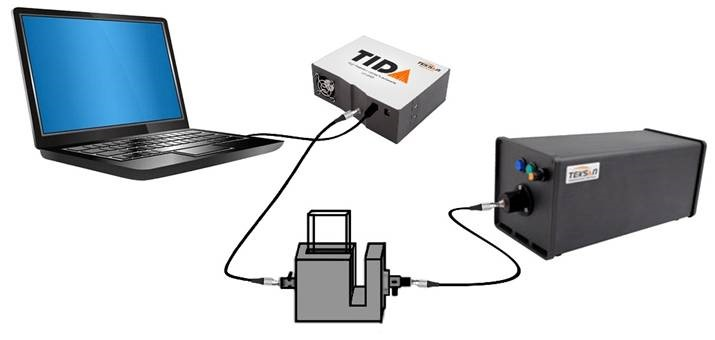
چیدمان طیف‌سنجی جذبی-عبوری با اسپکترومتر

طیف‌سنجی یا اسپکترومتری (به انگلیسی: Spectrometry) به‌کارگیری روش‌های طیف‌شناختی برای اندازه‌گیری طولِ‌موج‌ها و شدت خطوط یا نوارهای طیفی به‌منظور شناسایی اتم‌ها، مولکول‌‌ها یا یون‌های سازنده است. به بیان دیگر، طیف‌سنجی علم اندازه‌گیری نحوه تعامل ماده با تابش الکترومغناطیسی مانند نور است. این شامل استفاده از یک طیف‌سنج است، که ابزاری است که نور را به طول‌موج‌های تشکیل‌دهنده آن (یک طیف) جدا می‌کند، دقیقاً مانند یک منشور که نور سفید را به رنگین کمانی از رنگ‌ها جدا می‌کند. با اندازه‌گیری شدت نور در طول موج‌های مختلف پس از برهم‌کُنش با نمونه، طیف‌سنج‌ها می‌توانند اطلاعاتی در مورد ترکیب شیمیایی نمونه ارائه دهند. این به این دلیل است که عناصر و مولکول‌های مختلف نور را در طول‌موج‌های خاص جذب یا منتشر می‌کنند. طیف‌سنجی یک تکنیک تحلیلی پرکاربرد در بسیاری از زمینه‌ها از جمله شیمی، فیزیک، زیست‌شناسی و پزشکی است. این ابزار قدرتمندی برای درک ترکیب و ساختار ماده است.

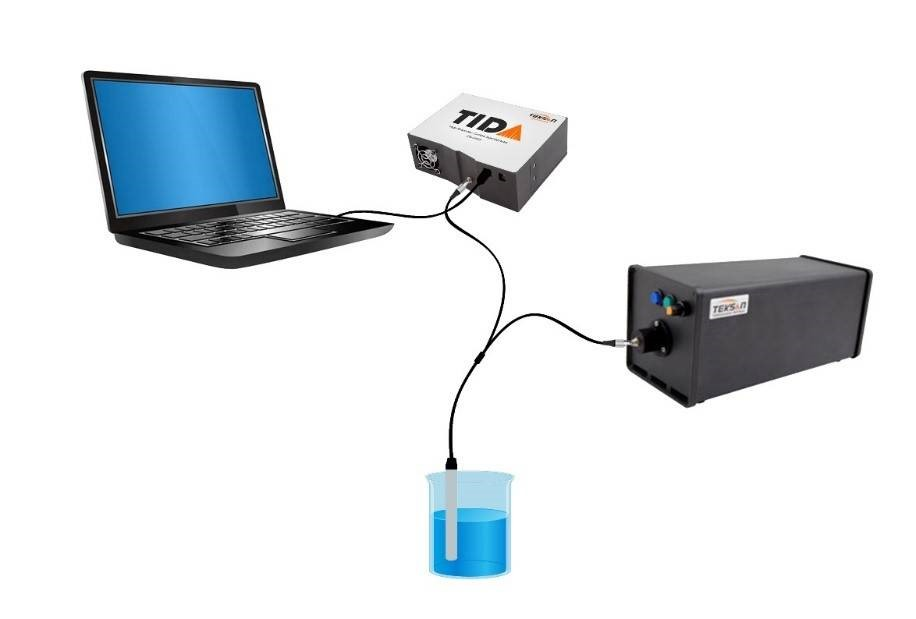
چیدمان طیف‌سنجی بازتابی با اسپکترومتر

### کاربرد طیف‌سنجی
طیف‌سنجی اغلب در شیمی‌فیزیک (به‌طور مثال در نوعی تصویربرداری ام‌آرآی) و شیمی تجزیه برای شناسایی ماده از طریق طیف گسیلی یا جذبی از آنها به کار برده می‌شود. وسیله‌ای که طیف هر ماده را ثبت می‌کند طیف‌سنج نام دارد.
طیف‌سنجی همچنین به‌طور زیاد در اخترشناسی و مشاهدات از دور استفاده می‌شود. اکثر تلسکوپ‌های بزرگ طیف‌نگار دارند که برای اندازه‌گیری ترکیبات شیمیایی و خواص فیزیکی اجسام نجومی یا اندازه‌گیری سرعت‌شان از طریق جابجایی دوپلری خطوط طیفی‌شان استفاده می‌شود. این نوع کاربرد در مبحث طیف‌سنجی نجومی به تفضیل آمده است.

## چیدمان طیف‌سنجی‌های مختلف
در طیف‌سنجی جذبی پرتوهای خروجی از منبع نور پس از عبور از نمونه، وارد اسپکترومتر شده و طیف جذبی نمونه به دست می‌آید. از طیف جذبی برای تعیین غلظت، آنالیز مولکولی، کنترل فرایند، مطالعات ساختاری و بنیادی استفاده می‌شود.
در طیف‌سنجی بازتابی وقتی امواج نوری به جسمی برخورد می‌کنند، الکترون‌های موجود در اتم‌ها شروع به لرزش می‌کنند؛ اما الکترون‌ها به جای ارتعاش با یک دامنه بزرگ، برای مدت کوتاهی با دامنه‌های کوچک نوسان می‌کنند. سپس انرژی به صورت موج نوری بازتابیده می‌شود. پرتوی خروجی از منبع نور با محلول برخورد می‌کند. سپس به وسیله پروب بازتابی (عبوری)، نور بازتاب شده (انتقال یافته) از نمونه به سمت اسپکترومتر هدایت می‌شود و به این ترتیب طیف بازتابی یا عبوری به دست می‌آید.

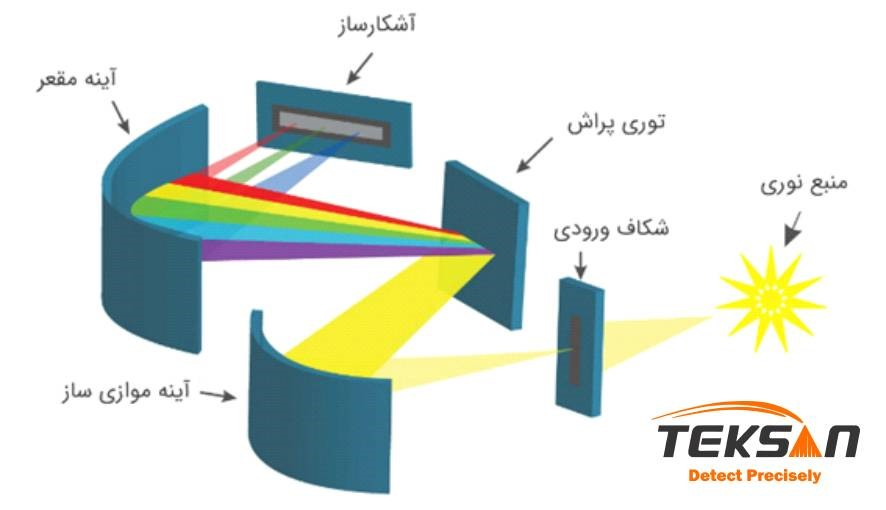
چیدمان طیف‌سنجی نشری با اسپکترومتر

در طیف‌سنجی نشری از اسپکترومتر، برای تجزیه و تحلیل منابع نوری نیز استفاده می‌شود. منبع نوری با استفاده از فیبر نوری به اسپکترومتر متصل می‌شود. از اسپکترومتری نشری در اندازه‌گیری توان تابشی لامپ‌ها و LEDها، اندازه‌گیری طول‌موج و ثبات در مرکز لیزر، اندازه‌گیری شدت شار تابشی، کنترل زمانی شدت در محدوده طول‌موجی UV/VIS/NIR با حساسیت بالا و … استفاده می‌شود.

## انواع طیف‌سنجی

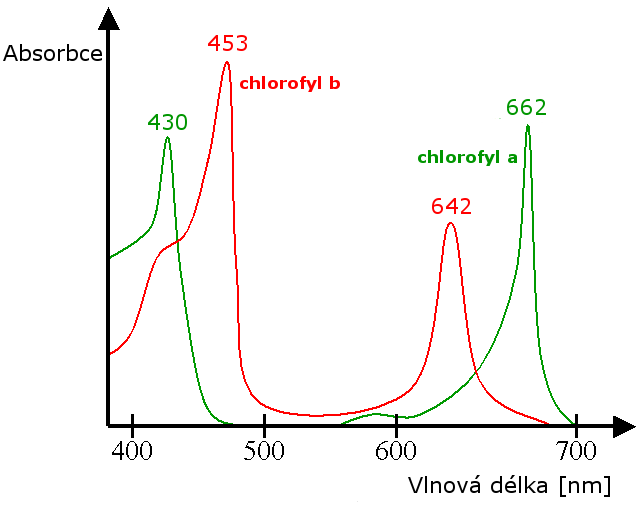
طیف جذبی کلوروفیل

- طیف‌سنجی فروشکست القایی لیزری
- طیف‌سنجی فلورسانسی
- طیف‌سنجی فوریه
- طیف‌شناسی مرئی–فرابنفش
- طیف‌بینی فروسرخ
- طیف‌سنجی جرمی
- طیف‌سنجی تشدید مغناطیسی هسته‌ای
- طیف‌سنجی رامان
- بیناب‌نمایی لیزری
- طیف‌سنجی امپدانس الکتروشیمیایی